# 鳚鏢鱸
鳚鏢鱸為輻鰭魚綱鱸形目鱸亞目河鱸科鏢鱸屬的其中一種，分布於美國田納西河流域，體長可達8.3公分，棲息在流動快速、礫石底質的溪流，屬肉食性，以水生昆蟲為食。